# Uonuma
Uonuma (japanska: 魚沼市?, Uonuma-shi) är en stad i Niigata prefektur i Japan. Staden grundades 2004 genom en sammanslagning av kommunerna Horinouchi, Koide, Hirokami, Irihirose, Sumon och Yunotani.

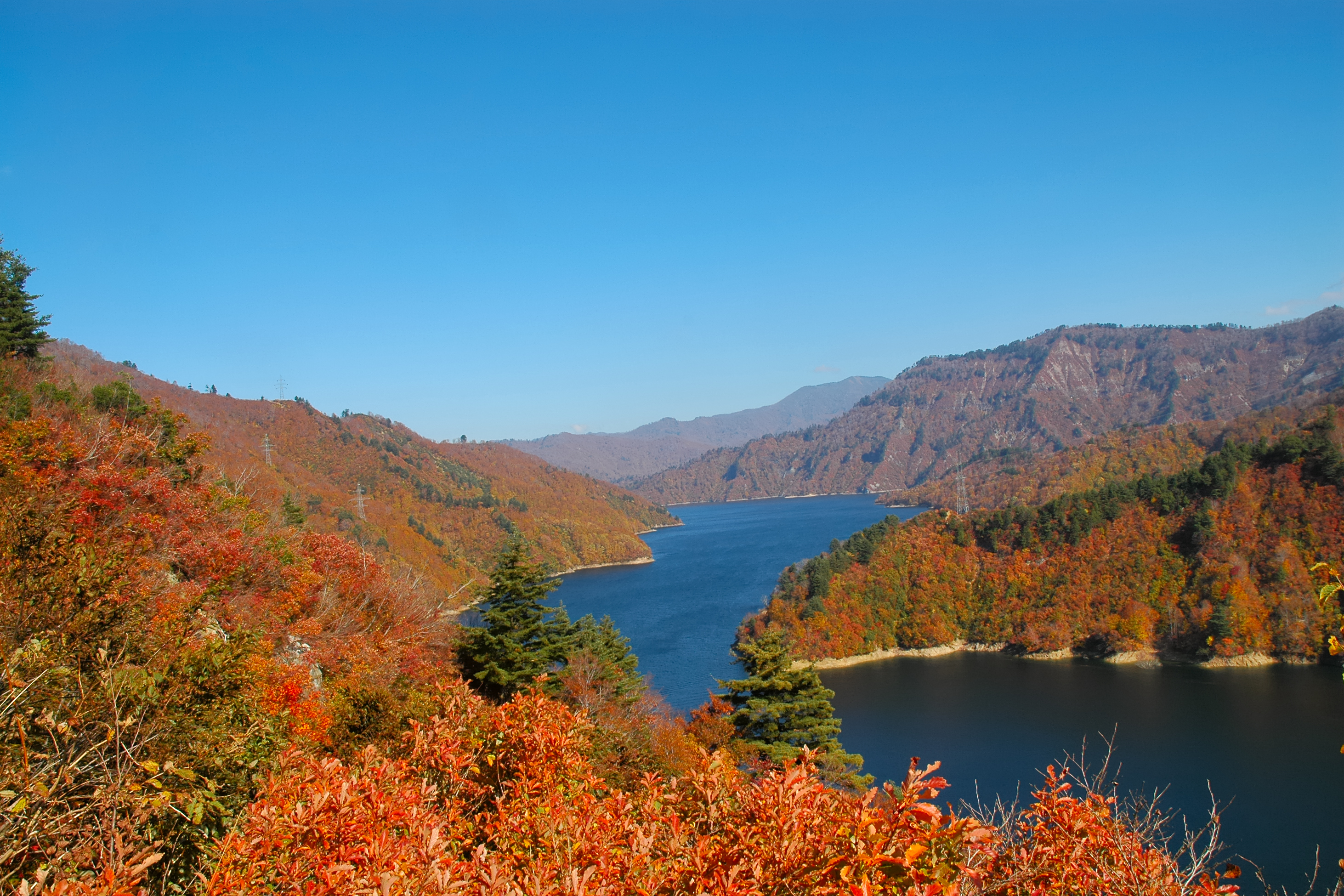
Okutadamisjön i Uonuma